# Альтруистическое наказание
Альтруистическое наказание (наказание третьим лицом; наказание посторонним) (англ. third-party punishment или altruistic punishment) — наказание нарушителя (первого лица), которое осуществляется не жертвой (вторым лицом), а третьей стороной, непосредственно не связанной с преступлением или несправедливостью. Это одна из форм социального наказания, наряду с наказанием второй стороной, которая является одним из факторов, положительно влияющих на укрепление взаимовыручки и кооперации в обществе. Таким образом, сущностью альтруистического наказания являются социальные нормы, поскольку они эволюционно стабильнее, по сравнению с наказаниями со стороны пострадавшего (наказания второй стороной).
Были продемонстрированы различное проявление альтруистического наказания в разных выборках в зависимости от возраста, пола и культуры, и взаимосвязь с наказанием, требующим затрат (costly punishment), и альтруистическим поведением. Также были обнаружены различия между альтруистическими наказаниями, осуществляемыми внутри групп и между группами.

## Экспериментальные доказательства
Многие экономические эксперименты, изучающие поведение людей в отношении несправедливости в регуляции кооперативных норм и распределения награды, используют игры «Диктатор» и «Дилемма заключённого». Данные игры с некоторыми модификациями могут быть успешно применены к изучению альтруистического наказания в отношении кооперативных норм и распределения.

### Игра «Диктатор» в альтруистическом наказании
Главные изменения заключаются в добавлении третьего игрока, имеющего власть наказывать остальных двух игроков. Диктатору даются 100 очков, из которых он может выделить любую часть (до 50 баллов) и пожертвовать получателю. Третьему игроку — наблюдателю — даётся 50 баллов, которые он может потратить для наказания диктатора или на компенсацию получателю. В конце игры баллы игроков переводились в деньги: 1 балл = 0,3 CHF (Швейцарский франк). Если личный интерес — главная мотивирующая сила принятия решений, то диктатор выбрал бы ничего не отдавать другому игроку, а наблюдатель не пожертвовал баллы для наказания мошенника. Однако, около 60 % наблюдателей штрафовали диктаторов, пожертвовавших минимальное количество баллов. В другом исследовании 40 % наблюдателей поочерёдно выбирали как наказание, так и возмещение баллов получателю за свой счёт, только компенсацию — 32 %, только наказание — 6 %. Это означает, что в этой модификации «Диктатора», компенсация предпочтительнее наказания в ответ на несправедливость. Предполагается, что альтруистическое наказание может быть мотивировано желанием помочь тем, кого обидели, и повлиять на тех, кто нарушает социальные нормы.

### Игра «Дилемма заключённого» в альтруистическом наказании
В игре к двум участникам, встречающихся с дилеммой — сотрудничать или предавать другого, добавляется третий — наблюдатель, принимающий решение о наказании нечестных игроков. Двум игрокам выдаётся по десять баллов в начале каждого раунда, которые они могут оставить себе или отдать другому, не зная при этом, как другой поступит. В последнем случае переведённые баллы утраиваются экспериментатором. Максимальный банк можно получить только обманув другого игрока, не отдавая взамен свои баллы. Однако взаимный обман приведёт к отсутствию выгоды и, что самое главное, к утрате доверия. Ранние теории показывают, что участники готовы к взаимодействию, в случае если велика вероятность того, что другой игрок также согласен сотрудничать. Наблюдатель использует свои баллы для наказания тех игроков, которые поставили свои интересы выше другого. Опять же, если бы принятие решения основывалось на эгоизме, наблюдатель не тратил бы свои баллы на восстановление справедливости. Тем не менее, около 45,8 % наблюдателей наказывали игрока, не ответившего на кооперацию взаимностью, и 20,8 % выбирали наказание для обоих игроков-обманщиков. Важно отметить, что размер наказания был больше для одного провинившегося участника.

### Наказание вторым лицом vs. наказание третьим лицом
Наказание второй стороной — вид социального наказания, который осуществляется самим потерпевшим. По сравнению с ним, наказание третьей стороной вовлекает в процесс постороннего, знающего о нарушении нормы. Поведенческие экономисты, такие как Хоффман Б. Моррис и Фрэнк Крюгер, предполагают, что последний вид социального наказания эволюционно произошёл от первого. Предварительно можно сделать вывод о том, что наказания второй и третьей стороной имеют общую нейронную основу, включающую вентральное полосатое тело. Тем не менее, не стоит забывать о существенных различиях данных видов наказаний, презентуемых разными исследованиями с точки зрения мозговой активации в следующих областях: медиальной префронтальной коре, правом прилежащем ядре и поясной извилине билатерально, правой дорсолатеральной префронтальной коре, левом переднем островке и миндалине.
Нарушения норм распределения, показанные в игре «Диктатор», продемонстрировали, что наказания, назначаемые принимающим, были неизменно выше по сравнению с наказаниями наблюдателей для диктаторов, отдававших меньше половины баллов. Так, в случае альтруистического наказания нарушитель все ещё мог получить выгоду из оставшихся баллов, тогда как после наказания жертвой — оставался без неё. Уровень наказания от обеих сторон был одинаково низким, если диктатор отдавал больше, чем половину своих баллов.
Что касается нарушений норм сотрудничества в игре «Дилемма Заключённого», было показано, что наказания от потерпевших для мошенников оставались неизменно высокими по сравнению с наказаниями наблюдателей. Как и в первом случае, игроки-жулики имели большую выгоду только в случае альтруистического наказания. Наказания для тех игроков, которые стремились к взаимовыручке, были незначительны в обоих случаях. Таким образом, данные факты демонстрируют преимущество наказания третьим лицом, поскольку в его случае наблюдатель способен оценить ситуацию в целом и не придавать ей излишнюю субъективность.

## Эволюционные и нейронные основы
Последние эволюционные модели утверждают, что человеческий альтруизм развился за счёт селективного (культурного или биологического) вымирания групп в ходе межгрупповых конфликтов, оставляя возможность для кооперации только внутри групп. Однако существуют свидетельства о наличии альтруизма и социальных норм между группами. Некоторые модели полагают, что альтруистическое наказание нахлебников «free-riders» (тех, кто не кооперирует) ведёт к повышению группового уровня кооперации благодаря индивидуальному отбору по соответствующим признакам.
Когда испытуемых сканировали с помощью ПЭТ во время прохождения игры на доверие с другими участниками, выяснилось, что при назначении наказания активизировалось дорсальное полосатое тело — область мозга, связанная с обработкой информации о вознаграждении в результате целенаправленных действий. Также было показано, что индивидуумы с сильной активностью дорсального стриатума были готовы к большим тратам для осуществления наказания. Таким образом, предполагается, что люди, назначавшие наказания нарушителям, получали удовольствие от этого акта.
Для изучения альтруистического наказания также использовалась фМРТ. В ходе сканирования испытуемые участвовали в «Диктаторе» в качестве принимающего или наблюдателя. Прилежащее ядро — область мозга, связанная с наградой, также активировалось при назначении обоих видов наказания: от второго и от третьего лица. Паттерн активации области был похож в обоих условиях, но при этом он был сильнее в случае осуществления наказания второй стороной, что соотносится с её более суровыми исходами для диктатора. Выводом отсюда может служить то, что принятие решений о наказании у пострадавшего и наблюдателя имеют общую нейронную основу. При этом каждый вид социального наказания имеет свои особенности не только на поведенческом, но и нейронном уровне: готовность осуществить наказание у обоих видов связана с активацией правого переднего островка, в то время как активация левого переднего островка, правой дорсолатеральной префронтальной коры и левой миндалины была характерна только для наказания, осуществляемого вторым лицом.
Стоит отметить вклад парадигмы Крюгера и Хоффмана, которая рассматривает мозговую структуру альтруистического наказания с точки зрения участия в нём крупномасштабный нейронных сетей: салиентная сеть (salience network), включающую в себя переднюю поясную и островковую кору; сеть ментализации (mentalizing network) — височно-теменное соединение и дорсомедиальную префронтальную кору; центрально-исполнительная сеть (central-executive network) — дорсолатеральную префронтальную кору.

## Межкультурные различия
Альтруистическое наказание имеет значительные культурные различия. Данные, собранные из 15 различных групп населения, показали, что в игре «Диктатор» наблюдатели всех групп уменьшали частоту наказания параллельно тому, как выплата диктаторов достигала 50 % от общей суммы. Тем не менее межкультурные различия заключаются в том, какую часть своих баллов готов заплатить наблюдатель для наказания диктатора. Различия никак не связаны с экономическими или демографическими показателями. Было также обнаружено, что общества с высоким уровнем наказания демонстрируют высокую тенденцию к альтруистическому поведению. Другие исследования полагают, что люди из больших, сложных обществ чаще пользуются альтруистическим наказанием, чем люди из небольших сообществ. Также данные исследования Дж. Хенрича и др. обнаруживают существенные различия между популяциями, причём настолько, что одни общества демонстрируют очень слабую общую готовность наказывать, другие — значительную готовность применять наказания, а третьи готовы наказывать за любое проявление крайностей: либо за излишнюю жадность, либо за чрезвычайную щедрость. К примеру, данное исследование подтверждает замеченное ещё Д. Трейсер в 2004 г. нежелание испытуемых из коренных жителей Папуа-Новой Гвинеи принимать слишком дорогие предложения, превышающие стандартную половину банка диктатора. Похожую тенденцию имели испытуемые из России, Китая, слабо выраженную — из США и Европы.

## Половые и возрастные различия
Было обнаружено, что женщины в большей степени, чем мужчины, настроены на сотрудничество в игре «Диктатор» и с большей вероятностью готовы применять наказание. Эти данные обнаруживались в эксперименте с наказанием от получателя, но не наблюдались в исследованиях наказания от наблюдателя. Так, в фиктивных судебных экспериментах, изучающих альтруистическое наказание посредством юридических сценариев, большинство женщин-лжеприсяжных с большей вероятностью выносят приговор и признают виновным подсудимого в деле об изнасиловании. В то же время, на мужчин в большей степени, чем на женщин, влияет привлекательность обвиняемых.
Существуют значительные различия в поведении при альтруистическом наказании в разных возрастных группах. В разновидности игры «Диктатор» 8-летние дети принимали решение о наказании, основываясь на несправедливых результатах и не учитывали намерения диктатора, наказывая как от лица принимающего, так и наблюдателя. Подростки, в свою очередь, учитывали как результаты, так и побуждения другого участника, наказывая только в роли получателя, но не наблюдателя. Взрослые могли объединять эти два параметра в обоих типах наказания. Это наглядно показывает то, как развиваются в онтогенезе решения об альтруистическом наказании. Таким образом, согласно данной теории, наказание за нарушение нормы не последует, за исключением условия, когда все участники принадлежат одной группе. Однако было обнаружено, что наказания были качественно одинаковыми во всех условиях, что говорит о том, что нормы равного обмена существуют не только внутри групп, но и между группами.

## Парохиальный альтруизм
Парохиальный («приходской», «местнический») альтруизм — альтруизм, преимущественно направленный на членов своей социальной группы. Название отсылается на один из типов политических культур, выделенных американскими политологами Г. Алмондом и С. Вербе, который подразумевает поддержку «своих» и ненависть к «чужим», связанные с принадлежностью к определённым религиозным общинам в разных культурах.
Для изучения данного вида альтруизма в исследовании были проанализированы результаты экспериментов на альтруистическое наказание в игре «Диктатор» между двумя коренными группами Папуа-Новой Гвинеи. Игра подразумевала 4 условия: игрок А (диктатор), B (принимающий) и С (наблюдатель) — все из одной группы; только А и В из одной группы; только А и С из одной группы; только В и С из одной группы. Современные теории социального поведения утверждают, что нормы возникают благодаря взаимодействию внутри группы, и поэтому посторонние не подчиняются правилам и не получают выгоды от альтруистического наказания, которое подразумевает эта норма. Другими словами, укрепление социальных порядков и проявление альтруизма возможны только среди членов своей группы. Таким образом, согласно данной теории, наказание за нарушение нормы не последует, за исключением условия, когда все участники принадлежат одной группе. Однако было обнаружено, что наказания были качественно одинаковыми во всех условиях, что говорит о том, что нормы равного обмена существуют не только внутри групп, но и между группами. Это подтверждается другими работами, которые предполагают, что значимое сотрудничество может развиваться между людьми, не связанными родственно, в ситуациях, лишённых какой-либо выгоды, при условии, что кооператоры в равной степени вносят вклад в наказание нарушителей социальных норм.
Было замечено, что, хотя во всех 4 условиях демонстрировались проявления нормы равного совместного использования, наказания были намного выше в случаях, когда участники ABC и BC были из одной группы. Это говорит о том, что жертвы более защищены, если сторонний наблюдатель принадлежит к той же группе, что и они. Было также установлено, что диктаторы ожидали гораздо более суровых наказаний, если посторонние наблюдатели принадлежали к той же группе, что и принимающий. Было также обнаружено, что переводы выше в группах, в которых А и В были одногруппниками, и ниже — когда А и С принадлежали одной группе, что говорит о том, что диктаторы ожидали снисхождения от наблюдателей из своей собственной группы.